# Mmadikola
Mmadikola is een dorp in het district Central in Botswana. De plaats telt 830 inwoners (2011).